# Expedient Picasso
L'Expedient Picasso és el nom amb què es coneix l'informe redactat pel general de divisió Juan Picasso González, destinat en el Consell Suprem de Guerra i Marina, en relació als fets esdevinguts en la Comandància General de Melilla durant els mesos de juliol i agost del 1921: l'anomenat Desastre d'Annual i l'abandó de les posicions. Aquest expedient es considera l'origen de la Dictadura de Primo de Rivera, la posterior caiguda d'Alfons XIII i la Guerra Civil Espanyola.

## Història
Després de l'esfondrament militar, l'Alt Comissari Dámaso Berenguer, traslladat a aquesta plaça, va sol·licitar al ministre de la Guerra que un oficial general, nomenat per aquell, investigués els fets i depurés les responsabilitats que pertoqués. Mitjançant la Reial Ordre de 4 d'agost de 1921 el vescomte d'Eza, ministre de la Guerra, va nomenar el general Picasso perquè investigués a la mateixa plaça de Melilla els fets, amb l'ajut de l'auditor de brigada Juan Martínez de la Vega y Zegrí. No obstant això, el desastre es va revelar de tal envergadura que el govern d'Allendesalazar es va veure obligat a dimitir. L'agost del 1921, el rei Alfons XIII encarrega formar Govern a Antoni Maura, qui va nomenar Juan de la Cierva com a ministre de la Guerra.
Picasso ja havia començat les seves investigacions a Melilla, i el 15 d'agost va enviar al general Berenguer un escrit sol·licitant els plans d'operacions que havien guiat l'actuació del general Silvestre i les seves tropes. El general Berenguer, preocupat que la investigació pogués mostrar les responsabilitats de l'Alt Comandament (concretament, les seves pròpies), va traslladar l'escrit al ministre de la Guerra el 20 d'agost, sol·licitant instruccions sobre aquest tema i manifestant que no es considerava autoritzat a proporcionar tal informació per ser matèria reservada. Pressionat el ministre, es va dictar una nova Reial ordre el 24 d'agost, aclarint al general Picasso que els acords, plans o disposicions de l'Alt Comissari quedaven fora de les seves investigacions, i que havia de limitar-se als fets realitzats pels caps, oficials i tropa per deduir responsabilitats en els casos en els quals no s'haguessin complert les obligacions militars.
El 31 d'agost el general va manifestar en carta al ministre el seu desacord amb la Reial Ordre, manifestant que s'havia d'investigar sense exceptuar a ningú, incloses les més altes instàncies del comandament, ja que no es podien concretar les responsabilitats a successos incidentals, conseqüència natural i obligada dels errors i desencerts del comandament. Oferia també la possibilitat que se'l rellevés de la comissió encarregada per continuar el seu treball com a representant militar espanyol davant la Societat de Nacions.
Picasso decideix no dimitir i es trasllada a Melilla. Pren declaració a setanta-nou persones, només en relació amb Annual. Un a un, escriu «Mort», «Desaparegut», «Present» o «Plaça» al costat dels noms dels soldats i oficials que es van veure embolicats en el Desastre. El 23 de gener de 1922, després de nou mesos de treball, el General torna a Madrid amb un engruixat expedient de 2.433 folis. El 18 d'abril el general va lliurar l'expedient (i un resum final redactat per ell mateix) al Congrés.
Per Real Ordre comunicada el 21 d'abril, el Consell Suprem de Guerra i Marina va rebre l'expedient, passant-lo el 24 d'abril al fiscal militar, José García Moreno, que el 26 de juny el va retornar al Consell Suprem, pronunciant-se per passar l'actuat al reunit, en Sala de Justícia, per haver trobat indicis de responsabilitats penals, sol·licitant ratificar tots els testimoniatges i esmenar les deficiències trobades; obrir expedient per detallar mèrits i recompenses; i comunicar l'actuat al Ministeri de la Guerra. Dos dies més tard, el 28 de juny, el fiscal togat, Ángel Romanos, va remetre un escrit al Consell identificant-se amb l'informe del fiscal militar.
El 6 de juliol es va reunir el Consell Suprem en ple, acordant passar l'actuat al reunit, constituït en Sala de Justícia; rebutjar la formació d'expedients de recompenses; i remetre al Ministeri de la Guerra una còpia de l'expedient, de l'informe del fiscal militar i dels acords del Consell.
Es va formar una Comissió parlamentària de Responsabilitats, anomenada dels «Dinou», i el 3 de novembre del 1922 el ministre de la Guerra va remetre al President del Congrés dels Diputats una relació de testimoniatges deduïts de l'expedient i una sèrie de documents i telegrames considerats d'interès, que es va completar el dia 13 amb set documents més. Durant aquest mes va haver-hi durs i exaltats debats al Congrés sobre l'esdevingut a Melilla, produint-se filtracions a la premsa,
El 10 de juliol del 1923 es va constituir la Segona Comissió de Responsabilitats, formada per 21 diputats, que havia d'emetre una resolució en vint-i-un dies. El 7 d'agost el general Berenguer va ser cridat a declarar davant la Comissió, però la seva condició de diputat va impedir que la cosa anés més enllà. El dia 11 d'agost es va negar a la Comissió les actes de la Junta de Defensa Nacional, i va començar a rumorejar-se que el mateix rei estava implicat en el desastre. Davant el caire que estaven prenent els esdeveniments i la falta d'acord dels membres de la Comissió, van acordar convocar el Ple de la Cambra per a l'1 d'octubre i que s'efectués una votació general sobre l'afer.
No obstant això, el Ple mai va arribar a reunir-se: el 13 de setembre el capità general de Catalunya, Miguel Primo de Rivera, es va pronunciar militarment, va dissoldre les Cambres i va proclamar la Dictadura amb el vistiplau del rei, finalitzant així el procés de depuració de responsabilitats.
Convençut que Primo de Rivera volia destruir-lo, l'antic diputat Bernardo Mateo Sagasta Echevarría va rescatar l'expedient dels arxius i el va ocultar a l'Escola Especial d'Enginyers Agrònoms, de la qual n'era director. Allí va romandre fins a la proclamació de la Segona República Espanyola, doncs, pel que sembla, Mateo Sagasta va retornar l'Expedient al Congrés en 1931.
El rei va ser processat i condemnat in absentia en les Corts el 19 i el 20 de novembre, condemna que necessita ser estudiada a la llum de la intervenció de documents que va fer la Comissió de Responsabilitats al domicili de José Antonio Primo de Rivera, fill del dictador. Se sap que, després d'abandonar el poder, Miguel Primo de Rivera havia abandonat Espanya en direcció a París amb diverses maletes amb documents. El Resum elaborat pel mateix Picasso va ser enviat a les Corts i va ser publicat en 1931, igual que els informes de la Comissió de Responsabilitats.
Durant la dictadura militar del general Franco no es va saber res del famós expedient. Diego Abad de Santillán va prologar el 1976 una edició fora d'Espanya (El Expediente Picasso, Buenos Aires, 1976).

## Contingut
El setembre del 1998 es va trobar una part de l'Expedient Picasso en l'Arxiu del Congrés. Només es coneixen els següents documents:
- L'informe final o resum redactat pel mateix general Picasso, corresponent als folis 2171 al 2417, datats el 18 d'abril de 1922.
- L'informe del fiscal militar, José García Moreno, datat el 26 de juny de 1922.
- L'informe del fiscal togat, Ángel Romanos, datat el 28 de juny de 1922.
- Una cinquantena de declaracions de caps, oficials, tropa i personal civil, corresponents als remesos al Congrés el 3 de novembre de 1922.
- Una sèrie de documents i telegrames del Ministeri de la Guerra (Primera carpeta i Secció de Justícia), que van ser remesos al Congrés dels Diputats els dies 3 i 13 de novembre de 1922.

Segons la identificació de l'expedient que va realitzar el fiscal militar en el seu informe de 26 de juny de 1922, falten per conèixer els següents documents:
- Deu peces principals d'un total de 2.148 folis.
- Una annex de 82 folis referent al Regiment de Ceriñola núm. 42.
- Una annex de 203 folis amb diverses declaracions.

L'Expedient Picasso qualifica de negligent l'actuació dels generals Berenguer (Alt Comissari) i Navarro (2n Cap de la Comandància General de Melilla) i de temerària la del general Silvestre.